# Less (유닉스)
less(레스)는 유닉스나 윈도우, 유닉스 계열 시스템에서 텍스트 파일을 한 번에 한 화면씩 보여주는 터미널 페이저(terminal pager)이다. less는 기능적으로 more와 유사하나 파일의 앞쪽과 뒤쪽으로 이동할 수 있는 more의 개량형 명령어라고 볼 수 있다. 대부분의 유닉스의 문서 편집기나 뷰어와는 다르게 less는 구동 전에 전체 파일을 읽지 않기 때문에 큰 용량의 파일을 더 빨리 읽을 수 있다.

## 역사
less는 1983~85년에 Mark Nudelman에 의해 more 명령어more에 텍스트의 뒤로 스크롤하는 것을 가능하게 하기 위해 만들어졌다. less라는 이름은 "뒤로도 more"라는 이유로 재미있게 지어졌다.less는 현재 GNU 프로젝트의 한 부분으로 대부분의 유닉스 계열 시스템에 사용되고 있다.

## 사용법
less가 구동되는 동안 그것의 옵션을 통해 구동 환경을 변경시킬 수 있다. 예를 들면, 옵션 -n 또는 --line-number 을 통해 한 페이지에 출력되는 줄 수를 조절할 수 있다. less가 파일 내용을 보여주는 동안 여러 가지 명령어들을 사용할 수 있다. 이러한 명령어들은 more와 vi.에도 동일하게 적용된다. 또한 텍스트 파일에 있는 문자열도 찾을 수 있다.
결론적으로, less는 파일 내용을 표준 출력(한 번에 한 화면씩) 해준다. 만약 파일 이름이 생략된다면 less는 표준 입력(보통 파이프를 통한 다른 명령어들의 출력)의 내용을 표준 출력 해준다. 만약 출력이 터미널 이외의 것으로 다시 지정되면 예를 들어 다른 명령의 pipe), less는 cat과 같은 역할을 수행한다.
명령어 용법:
```
less 
[options]
 
file_name
```

### 자주 사용되는 명령어
- 화살표/Page Up/Page Down/Home/End: 이동.
- Space bar: 다음 페이지로 이동.
- b: 전 페이지로 이동.
- ng: n줄만큼 이동. 기본적으로 파일의 시작.
- nG: n줄만큼 이동. 기본적으로 파일의 끝.
- /pattern: 문자 패턴을 찾는다. 정규 표현이 사용될 수 있다.
- n: 일치하는 다음 문자열로 이동 (검색 후에 사용).
- N: 일치하는 바로 전 문자열로 이동.
- mletter: 현재의 문자의 위치를 기억.
- 'letter: 기억한 위치로 이동
- '^ or g: 파일의 시작으로 이동.
- '$ or G: 파일의 끝으로 이동.
- s: 현재 내용을 저장
- =: 파일 정보.
- F: 파일의 정보를 마지막 내용까지 지속적으로 읽는다. logs watching에 효과적이다. 이 모드를 종료하려면 Ctrl+c를 누른다.
- h: 도움말.
- q: 종료

### 자주 사용되는 옵션
- -?: less에서 사용할 수 있는 명령들에 대한 도움말을 제공한다. 이 옵션이 사용되면 다른 인수는 무시되고, 도움말 화면을 보여준다.
- -a: 마지막 라인이 화면에 출력되고 나서 탐색을 시작한다.
- -c: 필요할 때 전체 화면은 다시 갱신한다.
- -e: 두 번째로 파일의 끝에 도달하면 자동적으로 종료한다.
- -E: 파일의 끝에 도달하기만 하면 자동적으로 종료한다.
- -i: 대소문자를 구분하지 않고 탐색한다.
- -N: 행 번호를 추가한다.
- -q: 특정 오류가 발생하지 않으면 아무 소리도 내지 않고 조용히 동작한다.
- -Q: 결코 아무 소리도 내지 않는다.
- -s: 연속되는 공백 라인은 한 행의 공백으로 처리한다.
- -x숫자: 수치를 지정해서 탭 간격을 조정한다. 기본값은 8이다.

## 사용 예
```
less
 
-M
 
readme.txt
file
 
*
 
|
 
less
grep
 
-i
 
void
 
*.c
 
|
 
less
 
-I
 
-p
 
void

```

## 같이 보기
- More (명령어)

### less의 변화
- 맥 오에스 텐에서 사용되는 AquaLess